# Les Hommes de la baleine
Pour plus de détails, voir Fiche technique et Distribution.
Les Hommes de la baleine est un film documentaire français réalisé par Mario Ruspoli, tourné en 1956 et sorti en 1958.

## Synopsis
Au large des îles des Açores, des pêcheurs chassent le cachalot en chaloupe et au harpon.

## Fiche technique
- Titre : Les Hommes de la baleine
- Réalisation : Mario Ruspoli
- Commentaire :  Jacopo Berenizi (Chris Marker), dit par Gilles Quéant
- Photographie : Jacques Soulaire et Mario Ruspoli
- Musique : traditionnelle des Açores
- Son : Gilbert Rouget
- Montage : Henri Colpi et Jasmine Chasney
- Société de production : Argos Films - Les Films Armorial
- Pays de production :  France
- format :  Couleur - 16 mm
- Genre : Film documentaire
- Durée : 24 min
- Date de sortie : 
  - France : 1958

## Distribution
- Gilles Quéant : la voix du narrateur

## Récompenses et distinctions
- 1958 : Grand prix du film documentaire au Festival de Novisad (Yougoslavie)
- 1958 : Grand prix au Festival international du film de Mar del Plata